# Stepan Rumovsky
Stepan Yakovlevich Rumovsky (em russo:  Степан Яковлевич Румовский; 29 de outubro [Calend. juliano: 9 de novembro] 1734 — São Petersburgo, 6 de julho [Calend. juliano: 18 de julho] 1812) foi um astrônomo e matemático russo, considerado como o primeiro astrônomo russo de renome.
Rumovsky estudou em Berlim, onde foi aluno de Leonhard Euler. Lecionou matemática e astronomia na Universidade Estatal de São Petersburgo, de 1756 a 1812, assumindo diversos cargos na Academia de São Petersburgo, incluindo o posto de diretor do Departamento de Geografia, de 1766 a 1786 e diretor do observatório e e professor de astronomia de 1763 até sua morte. Foi vice-presidente da Academia de Ciências. Foi membro estrangeiro honorário da Academia Real das Ciências da Suécia em 1763.

## Obras
Publicou artigos nas áreas de astronomia, geodésia, geografia, matemática e física. Em 1786 foi responsável pela primeira publicação do primeiro catálogo na Rússia com coordenadas geográficas astronômicas de sessenta e duas localizações, republicado depois no Berliner Astronomisches Jahrbuch (1790). Em 1760 Rumovsky publicou um livro texto sobre matemática para estudantes. Envolveu-se depois na edição do dicionário russo. Traduziu diversas obras para a língua russa, sendo a maior parte obras filosóficas.